# MacGuffin (шифр)
В криптографії, MacGuffin — симетричний блочний шифр, побудований на основі мережі Фейстеля.
Алгоритм придуманий Брюсом Шнайєром і Меттом Блейзом в 1994 році в рамках Fast Software EncryptionFast Software Encryption. І в тому ж році Вінсент Реймен і Барт Пренель показали його вразливість до диференціального криптоаналізу, також наявну в схожого шифру DES. Призначався для дослідження такої структури шифрів, як незбалансована мережа Фейстеля.

## Введення
Традиційно, шифри, що використовують мережу Фейстеля, ділять вхідний блок на рівні частини — ліву (цільовий блок) і праву (керуючий блок). При кожному раунді блоки міняються місцями. MacGuffin базується на структурі, в якій цільовий блок меншої довжини, ніж керуючий. Шифр оперує вхідними блоками довжиною 64 біта, де цільова частина довжиною 16 біт, а керуюча 48. Використовується 128 бітний ключ. Однак, кількість раундів і розмір ключа можуть змінюватись.

## Архітектура
Велика частина дизайну запозичена у DES. Вхідний не зашифрований текст розділений на 4 16 бітних слова. S-блоки запозичені у DES. Використовується 8, кожен повертає результат з 4-х біт, приймаючи 6 біт на вході. Але враховуються тільки 2 біта (сумарний результат повинен бути 16 біт). Вихід S-блоку не стає на позиції бітів, які використовуються для входу самого блоку, протягом наступних 4-х раундів. Шифр призначений для реалізації в устаткуванні або програмному забезпеченні. Перестановки вибрані так, щоб мінімізувати кількість операцій зсуву і маски.

## Опис алгоритму
Ключовим елементом у структурі шифру є незбалансована мережа Фейстеля. Вхідні блоки поділені на чотири регістри, по два байти кожен. У новому раунді три останніх правих блока об'єднуються в контрольний блок і складаються по модулю 2 з раундовим ключем, створеним з основного за допомогою алгоритму ключового розкладуключевого расписания. Отримані 48 біт розбиваються на 8 частин і стають вхідними параметрами шести S-блоків. У свою чергу, кожен S-блок перетворює 6 вхідних бітів в 2 вихідних. 16-бітовий результат S-блоків складається по модулю 2 з крайнім зліва вхідним блоком, і результат стає крайнім праворуч регістром вхідного блоку наступного раунду. Три крайні праворуч регістра поточного раунду зміщуються без змін на одну позицію вліво. Таким чином формується вхідний блок для наступного раунду.

## S-блоки та перестановки
Нелінійність процесу шифрування і раундових ключів забезпечується переважно восьми S-блоками, S1…S8. На вхід вибираються біти з поданих 16-бітних регістрів a, b і c. Порядок вибору визначається за таблицею 1 (біт з позицією 0 найменш значущий):
| S-блоки | вхідні біти | вхідні біти | вхідні біти | вхідні біти | вхідні біти | вхідні біти |
| ------- | ----------- | ----------- | ----------- | ----------- | ----------- | ----------- |
| S-блоки | 0           | 1           | 2           | 3           | 4           | 5           |
| S1      | a2          | a5          | b6          | b9          | c11         | c13         |
| S2      | a1          | a4          | b7          | b10         | c8          | c14         |
| S3      | a3          | a6          | b8          | b13         | c0          | c15         |
| S4      | a12         | a14         | b1          | b2          | c4          | c10         |
| S5      | a0          | a10         | b3          | b14         | c6          | c12         |
| S6      | a7          | a8          | b12         | b15         | c1          | c5          |
| S7      | a9          | a15         | b5          | b11         | c2          | c7          |
| S8      | a11         | a13         | b0          | b4          | c3          | c9          |

## Ключовий розклад
У кожному раунді шифру використовується секретний ключовий параметр, який додаванням за модулем 2 впливає на входи S-блоків. Відповідно, при кожному раунді запитується 48 біт. Для конвертації 128 біт ключа в послідовність з 48 біт, MacGuffin використовує итеріровану версію своєї функції шифрування блоків.

## Криптоаналіз
Як і DES, MacGuffin піддається диференціальному криптоаналізу, суть якого в аналізі ймовірностей отримання певної різниці значень функції Фейстеля при заданій різниці аргументів. Оптимальна 4-раундова характеристика має імовірність {\displaystyle {\frac {1}{149}}} у той час, як 2-раундова DES {\displaystyle {\frac {1}{234}}}. Таким чином, 32 раунду MacGuffin менш стійкі, ніж 16 DES.